# Standing Next to Me
Standing Next to Me is een nummer van de Britse supergroep The Last Shadow Puppets uit 2008. Het is de tweede single van hun debuutalbum The Age of the Understatement.
"Standing Next to Me" gaat over een driehoeksverhouding tussen de ik-figuur, een vrouw, en een andere man. Miles Kane had het nummer al geschreven voordat hij met Alex Turner The Last Shadow Puppets oprichtte. Turner voegde nog een d-mineur toe aan het tweede refrein. De plat werd de tweede hit voor de band; het bereikte bijvoorbeeld de 30e positie in het Verenigd Koninkrijk. In Nederland werden geen hitlijsten gehaald, terwijl het in Vlaanderen de 10e positie in de Tipparade bereikte.

## Tracklijst
Cd-single
1. "Standing Next to Me" - 2:18
2. "Hang the Cyst" - 6:40
3. "Gas Dance" - 3:37

7"-single
1. "Standing Next to Me" - 2:18
2. "Gas Dance" - 3:37
3. "Sequels" - 3:42